# محمد سعيد المسلماوي
محمّد-سعيد بن عبّاس المُسلِماوي (1891 - 1931) شاعر عراقي. ولد في النجف ودرس فيها على علماء عصره، ثم عمل مدرّسًا في مدرسة ناحية المدينة التابعة لقضاء القرنة، لكّنه مرض فتقاعد. ثم انتقل إلى النجف وتوفي فيها. تميّز بروح الدعاية والنكتة الحاضرة. له أشعار مبثوت في المصادر التي ترجمت له. وله ديوان مخطوط. 

## سيرته
ولد محمد سعيد بن عباس المسلماوي النجفي سنة 1309 هـ/ 1891 في مدينة النجف. تلقى معارفه على يد الأساتذة من علماء الدين في عصره. عمل مدرسًا في المدارس الحكومية بمدينة البصرة. كان على صلة بالأدباء ورؤساء العشائر في زمانه، وكان كثير التنقل والسفر خاصة بين مدينتي النجف والبصرة. تطلع إلى الأندية والمجالس فاتصل بأصدقاء له من ذوي الفضل والعلم.اتصل بأعلام آل المظفر ومدهم، وفي سفرته الأخيرة لها نسّبت الحكومة تعيينه مدرسًا في مدرسة ناحية المدينة التابعة لقضاء القرنة. فداوم في وظيفته عدة سنوات إلى أن أصيب بالحمى اللازمة ومرض فأخذه صديقه حسن البهبهاني إلى النجف حيث توفي هناك، سنة 1350 هـ/ 1931 م.

## شعره
له قصائد ومقطوعات في سياق ترجمته بكتاب شعراء الغري، وله ديوان مخطوط. ذكره عبد العزيز البابطين في معجمه وقال «ما أتيح من شعره - وهو قليل - يدور حول المدح الذي اختص به الوجهاء والعلماء في زمانه، وكتب في المناسبات والتهاني، وله شعر في الغزل. اتسمت لغته بالتدفق والثراء، وخياله طليق.» 